# Ludwig Meyer von Knonau (Staatsmann)
Ludwig Meyer von Knonau (* 12. September 1769 in Zürich; † 21. September 1841 ebenda) war ein Schweizer Staatsmann und Historiker.

## Leben

### Ausbildung und früher Werdegang
Die Familie Meyer von Knonau war seit 1363 Teil der Bürgerschaft von Zürich und des Patriziats der Stadt. Ludwig Meyer von Knonau, ein Enkel des Dichters Ludwig Meyer von Knonau (1705–1785), wuchs in Zürich und Eglisau auf. In Eglisau war sein Vater, ein Zürcher Ratsherr, von 1771 bis 1777 Landvogt. Meyer von Knonau erhielt zunächst Privatunterricht und absolvierte anschliessend die höhere Schule in Zürich. 1789 ging er zum Studium an die Universität Halle, unternahm eine grössere Reise in Europa und wurde 1791 Sanitätsschreiber. 1793 erhielt er die Anstellung als ständiger Stadtrichter. 1795 wurde ihm das Amt des Notars übertragen. Er war Mitglied der Naturforschenden Gesellschaft in Zürich und hatte zeitweise das Amt des Sekretärs von deren landwirtschaftlicher Abteilung inne. 1794 nahm er an einem Privatkolloquium von Johann Gottlieb Fichte teil.

### Richter und Rechtswissenschaftler
Meyer von Knonau wurde 1798 Distriktrichter am Distriktgericht Zürich. Von 1799 bis 1800 war er Mitglied der Munizipalität von Zürich, von 1800 bis 1802 Mitglied des Kantonsgerichts sowie 1803 bis 1805 Mitglied des Obergerichts Zürich. Im Jahr 1804 stand er als Präsident dem Ehegericht vor und überarbeitete in dieser Position das Matrimonialgesetzbuch. Im Februar 1807 gehörte er zu den Gründern des Politischen Instituts, einer Art juristischen Fakultät, die zu den Einrichtungen zählte, aus denen die Universität Zürich entstand. An diesem war er neben Hans Conrad Escher von der Linth und Heinrich Escher bis 1813 als Professor der Rechte tätig. In dieser Zeit erarbeitete er einen Entwurf für ein Strafgesetzbuch. 1836 erhielt er für seine Verdienste von der Zürcher Hochschule die Ehrendoktorwürde (Dr. phil. h. c.).

### Politische Laufbahn
Meyer von Knonau war von 1799 bis 1831 Mitglied des Erziehungsrates und als solcher an den Reformen des Erziehungswesens beteiligt. Ab 1820 hatte er das Amt des Vizepräsidenten der Kommission inne. 1803 wurde er Zürcher Grossrat und blieb Mitglied des Parlaments bis 1839. Er wirkte von 1805 bis 1830 als Kleinrat, von 1829 bis 1831 als Staatsrat und von 1831 bis 1839 als Regierungsrat des Kantons Zürich. In den Jahren 1830 und 1831 war er Mitglied der Verfassungskommission und 1811, 1830 und 1831 ausserdem Tagsatzungsgesandter.
Das Amt des Bürgermeisters von Zürich lehnte er ab. Nach dem Züriputsch legte er 1839 alle seine politischen Ämter nieder. Er gehörte zu den Politikern des liberalen Flügels. Obwohl er der Ansicht war, dass die Schweiz auch ohne französische Hilfe sich verändern könnte, diente er als Politiker und Rechtswissenschaftler der Helvetischen Republik.
Der Archivar und Historiker Gerold Meyer von Knonau war sein Sohn, der Historiker Gerold Meyer von Knonau sein Enkel.

## Werke (Auswahl)
Er verfasste unter anderem mehrere historische Beiträge, darunter auch Beiträge zur Allgemeinen Encyclopädie der Wissenschaften und Künste von Johann Samuel Ersch und Johann Gottfried Gruber. Daneben veröffentlichte er:
- Anleitung zum Weinbau. Zürich 1794.
- Handbuch der Geschichte der Schweizerischen Eidgenossenschaft. 2 Bände. Orell und Füssli, Zürich 1826–1829.
- Abschiedsworte an meine theuren Kantonsbürger. Zürich 1841.
- Lebenserinnerungen. Huber, Frauenfeld 1883 (herausgegeben von Gerold Meyer von Knonau).